# Неаполітанський піастр
Неаполітанський піастр (італ. Piastra napoletana) — найпоширеніша срібна монета материкової частини Сицилійського королівства, відомої як Неаполітанське королівство. Щоб відрізняти від монети, що має ходіння в Сицилії, її називали «неаполітанським піастром», протиставляючи «сицилійському піастру». Обидва піастри рівні за номіналом, але мали різний поділ. Неаполітанський піастр ділився на 120 грано, які у свою чергу ділилися на 2 торнезе або 12 кавальо. Також існували карліно, рівний 10 грано, і дукато, рівний 100 грано.
Коли в 1812 Неаполітанське королівство було окуповане французами, новий король Йоахім Мюрат перетворив неаполітанську грошову систему на десяткову і запровадив неаполітанську ліру. Однак це призвело лише до того, що після реставрації Бурбонів кавальо став дорівнювати одній десятій грано, а не одній дванадцятій. Після об'єднання Сицилійського і Неаполітанського королівств в Королівство обох Сицилій запроваджено нову грошову одиницю — піастр Королівства обох Сицилій, що ділився як і неаполітанський піастр, на 120 грано.

## Монети
Монети із номіналом у піастрах не карбувались. Наприкінці XVIII століття мали ходіння монети номіналом в 3, 4, 6, 9 і 12 кавалло, 3, 5, 8 і 10 торнезе, 10 (карліно), 20 (тарі), 60 (мецца піастра) і 120 грано (піастр), а також в 2, 3 та 6 дукато. Іноді карбувалися срібні монети в 50 і 100 грано, але у XVIII столітті такої практики вже не було. Кавальо та торнезо карбувалися з міді, грано (аж до 120 грано, тобто піастра) — зі срібла, монети вищої гідності — із золота.
У 1799 Партенопейська республіка, що існувала короткий час, ввела в обіг мідні монети в 4 і 6 торнезе і срібні монети в 6 і 12 карліно. Після реставрації королівської влади відновилося карбування монети багатьох старих номінацій, а також продовжено карбування мідної монети в 4 і 6 торнезо. У 1810, як прелюдія до введення неаполітанської ліри, почалося карбування золотої монети номіналом 40 французьких франків.